# Parafia św. Apostołów Piotra i Pawła w Pieniężnie
Parafia Świętych Apostołów Piotra i Pawła w Pieniężnie – rzymskokatolicka parafia w Pieniężnie, należąca do archidiecezji warmińskiej i dekanatu Orneta. Została utworzona w 1288. Mieści się przy Rynku. Prowadzą ją księża Werbiści.